# Borut Petrič
Borut Petrič (* 28. Februar 1961 in Kranj) ist ein ehemaliger jugoslawischer Schwimmer.
Petrič nahm 1976 an den Olympischen Sommerspielen in Montreal teil und trat in den beiden Wettbewerben über 400 m Freistil und über 1500 m Freistil an. Hierbei erreichte er Platz 20 bzw. Platz 32. Bei den Mittelmeerspielen 1979 in Split gewann er Gold über 400 m Freistil, über 1500 m Freistil und über 400 m Lagen. Des Weiteren gewann er Silber über 200 m Freistil und über 200 m Schmetterling. Bei den Olympischen Sommerspielen 1980 in Moskau erreichte er Platz 32 über 200 m Freistil, Platz 16 über 400 m Freistil und Platz 5 über 1500 m Freistil. Bei den Schwimmeuropameisterschaften 1981 gewann er den Titel über 400 m Freistil. Bei den Mittelmeerspielen 1983 in Casablanca gewann er Gold über 200 m Freistil und Bronze über 400 m Freistil und über 200 m Lagen. Bei den Olympischen Sommerspielen 1984 in Los Angeles erreichte er Platz 19 über 200 m Freistil, Platz 18 über 400 m Freistil und Platz 15 über 1500 m Freistil.
Petrič wurde in den Jahren 1976, 1977, 1978, 1981 und 1983 jeweils zum slowenischer Sportler des Jahres gewählt. Neben dem Skirennläufer Bojan Križaj ist er mit fünf Auszeichnungen damit einer der erfolgreichsten Sportler.
Sein Bruder Darjan Petrič war auch Schwimmer.